# Champvans-les-Moulins
Champvans-les-Moulins – miejscowość i gmina we Francji, w regionie Burgundia-Franche-Comté, w departamencie Doubs.
Według danych na rok 1990 gminę zamieszkiwało 237 osób, a gęstość zaludnienia wynosiła 94 osoby/km² (wśród 1786 gmin Franche-Comté Champvans-les-Moulins plasuje się na 510. miejscu pod względem liczby ludności, natomiast pod względem powierzchni na miejscu 988).